# Bawitdaba
Bawitdaba è una canzone del cantante e rapper statunitense Kid Rock, estratta come singolo dal suo quarto album in studio Devil Without a Cause (1998). Diffusa nelle stazioni radio rock statunitensi a partire dal 1999, "Bawitdaba" ha permesso all'autore di acquisire notorietà soprattutto in patria. È considerata una delle canzoni più conosciute di Kid Rock, ricevendo giudizi positivi dalla critica ed entrando al momento della pubblicazione nei primi venti posti delle classifiche rock negli Stati Uniti.

## Antefatti
Bawitdaba è considerata un esempio standard di canzone nu metal. Il ritornello è stato descritto come "un canto gregoriano modernista", derivato dalla pronuncia hip hop e contraddistinto dall'imitazione vocale di strumenti a percussione, ed è stato anche paragonato al ritornello del celebre brano dei The Sugarhill Gang "Rapper's Delight". Il testo della canzone contiene riferimenti ironici ad usi e costumi degli Stati Uniti, tra cui "cicchetti di Jack Daniel's", "ragazze armate di cercapersone", ma anche "malati di cocaina, critici, cinici, eroi in cura con metadone."
Nella versione demo della canzone l'autore urla "ora mettiti in un angolo e prova ad uccidere qualcuno", mentre nella versione definitiva "uccidere" è stato sostituito da "amare". In un'intervista concessa alla rivista The Baltimore Sun, l'autore sostenne di non essere affatto pentito del cambio di testo.

## Accoglienza
"Bawitdaba" è considerata una delle migliori canzoni di Kid Rock. Nel 2009 l'emittente televisiva VH1 inserì il brano nella sua lista delle 100 migliori canzoni hard rock di tutti i tempi, in posizione numero 47.

## Video musicale
Il video del brano, subito dopo la pubblicazione, fu trasmesso regolarmente da MTV ed acquisì grande notorietà. Il video mostra Kid Rock e il suo gruppo di supporto esibirsi in un campo caravan, insieme a numerosi ragazzini che giocano a football americano, col collega di band Joe C. sullo sfondo. Le scene successive presentano l'interprete che guida una grossa Cadillac, affiancato da molte ragazze. Nel finale appaiono Kid Rock e i suoi colleghi eseguire l'interludio della canzone davanti ad un pubblico esaltato, in un campo sportivo al buio.

## Tracce
UK CD1
1. "Bawitdaba" (radio edit) – 3:32
2. "My Oedipus Complex" (Father edit) – 3:51
3. "My Oedipus Complex" (Son edit) – 4:28
4. "Bawitdaba" (enhanced video)

UK CD2
1. "Bawitdaba" (radio edit) – 3:32
2. "Cowboy" (album version) – 4:16
3. "Prodigal Son" (album version) – 5:41
4. "Cowboy" (video)

UK CD3
1. "Bawitdaba" (radio edit) – 3:32
2. "I Am the Bullgod" (album version) – 4:50
3. "Paid" (album version) – 4:45
4. "I Am the Bullgod" (video)

European and Australian CD single
1. "Bawitdaba" (edit) – 3:32
2. "Bawitdaba" (album version) – 4:25
3. "I Am the Bullgod" (live, electro-acoustic version) – 5:28

## Formazione e crediti
Dall'UK CD1 e dalle note di copertina dell'album Devil Without a Cause.
Studios
- Recorded at White Room Studios and Temple of the Dog (Detroit, Michigan)
- Mixed at Abbey Road Studios (London, England)
- Mastered at Masterdisk (New York City)

Musicisti
- Kid Rock – scrittura (as R. J. Ritchie), voce, produzione, missaggio, ingegneria
- Twisted Brown Trucker – ingegneria aggiuntiva 
  - Uncle Kracker – scrittura (come Matthew Shafer), giradischi
  - Jason Krause – scrittura, chitarra
  - Kenny Olson – chitarra
  - Jimmie Bones – tastiera
  - Stefanie Eulinberg – batteria

Altri
- John Travis – produzione aggiuntiva, ingegneria
- David Bottrill – missaggio
- Al Sutton – ingegneria
- Derek Matuja – ingegneria aggiuntiva
- Tony Dawsey – mastering
- Andy VanDette – mastering